# Tityus simonsi
Espèce
Tityus simonsi est une espèce de scorpions de la famille des Buthidae.

## Distribution
Cette espèce se rencontre en Équateur et au Pérou.

## Description
La femelle syntype mesure 65 mm.

## Étymologie
Cette espèce est nommée en l'honneur de Perry Oveitt Simons.

## Publication originale
- Pocock, 1900 : « Some new or little-known neotropical Scorpions in the British Museum. » Annals and Magazine of Natural History, sér. 7, vol. 5, p. 469-478 (texte intégral).